# Calliathla peplophanes
Calliathla peplophanes är en fjärilsart som beskrevs av Edward Meyrick 1931. Calliathla peplophanes ingår i släktet Calliathla och familjen Plutellidae. Inga underarter finns listade i Catalogue of Life.